# ブランク (競走馬)
ブランク (Blank) は18世紀中ごろに活躍したイギリスの競走馬、種牡馬である。1762,1764,1770年イギリス首位種牡馬。全兄にジャナス (Janus) 、全弟にオールドイングランド (Old England) 、半弟にシェイクスピア (Shakespeare) がいる。
競走馬としては優秀な成績を残した馬ではない。1748年にカンバーランド (Cumberland) を破ったのが唯一の勝利である。しかし、種牡馬としては成功し、1762,1764,1770年の3度イギリス首位種牡馬となった。父系子孫もゴドルフィンアラビアン (Godolphin Arabian) 傍系のなかでは最も長く伸び、パコレット (Pacolet) を経由したものが19世紀中ごろまでは残っていた。1786年のセントレジャー馬パラゴン (Paragon) はブランク系である。父系は滅びたが、母系に入って主にハイフライヤー (Highflyer) の母の父になるなど影響を残している。1770年、リンカンシャーにて死亡。

## 主な産駒
- シャロット（Charlotte。ドンカスターカップ）
- ペイマスター (Paymaster)
- パコレット (Pacolet)
- タトラー (Tatler)
- レイチェル（Rachel。ハイフライヤー〈Highflyer〉、マークアンソニー〈Mark Anthony〉の母）
- ハレイシア（Horatia。ヤングエクリプス〈Young Eclipse〉、ダイオメド〈Diomed〉の母の母）